# موديبو كيتا
موديبو كيتا (بالفرنسية: Modibo Keita) (وُلِدَ في 1915 م باماكو) هو أول رئيس لجمهورية مالي والذي حكم بلاده ما بين 1960 و1968 وتوفي في 16 مايو 1977 في معسكر «دجوكوروني» للاعتقال وسط باماكو بعد تسميمه من قبل حراس المعتقل.
كان من المنادين بالوحدة الأفريقية وأحد أكبر زعماء الاشتراكيين في قارة أفريقيا.

## شباب
وُلد كيتا في باماكو- كورا، أحد أحياء باماكو، التي كانت في ذلك الوقت عاصمة السودان الفرنسي. كانت عائلته من المسلمين الماليين الذين ادعوا النسب المباشر من مؤسسي إمبراطورية مالي. تلقى تعليمه في باماكو وفي كلية ويليام بونتي في ولاية داكار، حيث كان في قمة صفه. ابتداء من عام 1936، عمل مدرسًا في باماكو وسيكاسو وتومبوكتو. كان لقبه بعد التعليم الابتدائي مودو.

## دخول السياسة
شارك موديبو كيتا في مختلف الجمعيات. في عام 1937، كان منسق مجموعة الفن والمسرح. إلى جانب وزين كوليبالي، ساعد في تأسيس اتحاد المعلمين الفرنسيين في غرب إفريقيا.
انضم كيتا إلى خلية مجموعات الدراسات الشيوعية (GEC) في باماكو.
في عام 1943، أسس L'oeil de Kénédougou، وهي مجلة تنتقد الحكم الاستعماري. وأدى ذلك إلى سجنه لمدة ثلاثة أسابيع في عام 1946 في سجن دي سانتيه في باريس.
في عام 1945، كان كيتا مرشحًا للجمعية التأسيسية للجمهورية الرابعة الفرنسية، بدعم من GEC والحزب الديمقراطي السوداني. في وقت لاحق من نفس العام، أسس هو ومامادو كوناتي كتلة السودانيين، التي تطورت لتصبح الاتحاد السوداني.

## الحياة السياسية
في أكتوبر 1946، تم إنشاء التجمع الديمقراطي الإفريقي (RDA) في مؤتمر في باماكو يضم مندوبين من مختلف أنحاء إفريقيا الفرنسية. في حين ترأس التحالف فيليكس اوفوي بوانيي، تولى كيتا منصب الأمين العام لهيئة الطرق والمواصلات في إفريقيا الفرنسية، ورئيس الفرع السوداني: الولايات المتحدة الأمريكية. في عام 1948، انتخب مستشارًا عامًا للسودان الفرنسي. في عام 1956، انتخب رئيسا لبلدية باماكو وأصبح عضوا في الجمعية الوطنية الفرنسية. شغل مرتين منصب وزير الخارجية في حكومتي موريس بورغيس ماونوري وفيليكس جيلارد. تم انتخاب موديبو كيتا رئيسا للجمعية التأسيسية لاتحاد مالي في 20 يوليو 1960، والتي كانت تتألف من السودان والسنغال. التي غادرت الاتحاد لاحقا.

## رئيس دولة
بعد انهيار الاتحاد، أعلنت RDA-US الاستقلال التام لجمهورية السودان باعتبارها جمهورية مالي. أصبح كيتا أول رئيس له، وبعد ذلك بفترة قصيرة أعلن أن RDA-US هي الحزب القانوني الوحيد.
باعتباره اشتراكيا، قاد بلده نحو التنشئة الاجتماعية للاقتصاد. بداية من الزراعة والتجارة، ثم في أكتوبر عام 1960، إنشاء SOMIEX (شركة ماليان للاستيراد والتصدير)، والتي كانت تحتكر صادرات منتجات مالي، وكذلك الواردات المصنعة والغذائية (مثل السكر والشاي ومسحوق البودرة الحليب) وتوزيعها داخل البلاد. أدى إنشاء الفرنك المالي في عام 1962، وصعوبات التوفير، إلى تضخم شديد واستياء من السكان، وخاصة الفلاحون ورجال الأعمال.
في يونيو 1961، قام بزيارة إلى المملكة المتحدة، حيث سلمته الملكة إليزابيث الثانية وسام الصليب الفخري الفريد من وسام القديس مايكل والقديس جورج. على الرغم من أن الولايات المتحدة نظرت في البداية إلى كيتا بشيء من الحذر بسبب آرائه الاشتراكية، فقد أوضح أنه سعى إلى علاقات جيدة مع واشنطن. في سبتمبر 1961، سافر إلى أمريكا بصحبة سوكارنو والتقى بالرئيس جون كينيدي. شعر كيتا بعد ذلك أنه كان لديه صديق في كينيدي.
على المستوى السياسي، سارع موديبو كيتا بسجن المعارضين مثل فيلي دابو سيسوكو. شهدت انتخابات ما بعد الاستقلال الأولى، التي جرت في عام 1964، قائمة واحدة تضم 80 مرشحًا من حزب التجمع من أجل الديمقراطية - الولايات المتحدة عادوا إلى الجمعية الوطنية، وتم انتخاب كيتا حسب الأصول لرئاسة المجلس التشريعي. من عام 1967، بدأ «الثورة النشطة» وعلق الدستور من خلال إنشاء اللجنة الوطنية للدفاع عن الثورة (CNDR). إن ضغوط «المليشيات الشعبية» (ميليشيا الولايات المتحدة-التجمع الكونغولي من أجل الديمقراطية) وانخفاض قيمة الفرنك المالي في عام 1967 جلبت اضطرابات عامة.
في 19 نوفمبر 1968، أطاح الجنرال موسى تراوري بموديبو كيتا في انقلاب، وأرسله إلى السجن في مدينة كيدال شمال مالي.
بعد نقله مرة أخرى إلى العاصمة باماكو في فبراير 1977 فيما زُعم أنه إجراء من جانب الحكومة تجاه المصالحة الوطنية استعدادًا لإطلاق سراحه توفي موديبو كيتا، ولا يزال سجينًا، في 16 مايو 1977. تم إعادة تأهيل سمعته في عام 1992 بعد الإطاحة بموسى تراوري والانتخابات اللاحقة للرئيس ألفا عمر كوناري. تم تخصيص نصب تذكاري لمودبو كيتا في باماكو في 6 يونيو 1999.

## عموم أفريقا

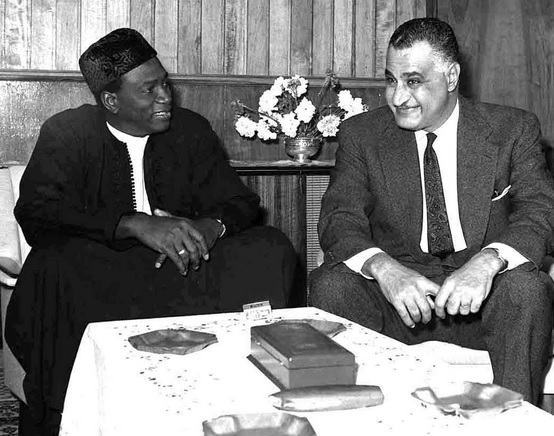
كيتا والرئيس المصري جمال عبد الناصر (يمين) في أديس أبابا لحضور مؤتمر منظمة الوحدة الأفريقية، نوفمبر 1966

كرس موديبو كيتا حياته كلها للوحدة الأفريقية. لعب أولاً دورًا في إنشاء اتحاد مالي مع ليوبولد سيدار سنغور. بعد انهياره، ابتعد عن ليوبولد سيدار سنغور، ولكن مع رئيس غينيا، سيكو توري، وكوامي نكروما، رئيس غانا، شكّل اتحاد دول غرب إفريقيا. في عام 1963، لعب دوراً هاماً في صياغة ميثاق منظمة الوحدة الأفريقية (OAU).
في عام 1963، دعا ملك المغرب ورئيس الجزائر إلى باماكو، على أمل إنهاء حرب الرمال، وهو صراع حدودي بين البلدين. إلى جانب الإمبراطور هيلا سيلاسي من إثيوبيا، نجح كيتا في التفاوض على اتفاقات باماكو، التي أنهت النزاع. ونتيجة لذلك، فاز بـ جائزة لينين للسلام في تلك السنة.
من عام 1963 إلى عام 1966، قام بتطبيع العلاقات مع دول السنغال وفولتا العليا وكوت ديفوار. دافع موديبو عن حركة عدم الانحياز، عن الحركات القومية مثل جبهة التحرير الوطني الجزائرية.

## روابط خارجية
- موديبو كيتا على موقع الموسوعة البريطانية (الإنجليزية)
- موديبو كيتا على موقع مونزينجر (الألمانية)